# Justin Malewezi
Pour les articles homonymes, voir Malewezi.
Justin Chimera Malewezi (23 décembre 1943-17 avril 2021) est un homme politique malawite,. 
Élu à l'Assemblée nationale, il siège en tant que député de Ntchisi North dans la région centrale. Il sert comme Vice-président du Malawi (en) de 1994 à 2004. À cette date, il quitte le Front démocratique uni pour ensuite représenter le People's Progressive Movement (en) lors de l'élection générale de 2004, mais n'obtient que 2,5 % du total des votes national.

## Biographie

### Formation et famille
Fils d'un enseignant, Malewezi étudie à la Robert Blake Secondary School de Kongwe dans la région centrale du district de Dowa où il reçoit son Cambridge School Certificate. Durant sa jeunesse, il est surnommé Visanza ou Ntchisi qui représente un mot péjoratif signifiant tapis. Il complète ensuite une formation en biologie à l'université Columbia de New York en 1967. Malewezi entame après un carrière dans le service public en tant qu'enseignant en science[réf. nécessaire].
Malewezi épouse Felista Chizalema, une graduée du Spelman College (en) d'Atlanta en 1967, qui exerce la fonction d'enseignante en mathématiques au niveau secondaire. À sa retraite, elle se joint à l'UNICEF jusqu'à la seconde année de son mari à la vice-présidence. Le couple à quatre enfants, deux filles et deux garçons, dont Qabaniso Malewezi (en) qui est DJ et rappeur à Londres. Malewezi est aussi un activiste en matière de sensibilisation au HIV et au SIDA. Il contribue à la publication du livre Poverty, AIDS and hunger: Breaking the poverty trap in Malawi en 2006

### Carrière politique
Passant du métier d'enseignant à celui de directeur d'école, il devient chef officier en éducation en 1976. Avant d'occuper les fonctions névralgiques de secrétaire au Trésor, soit le principal conseiller technique de l'administration sur les questions monétaires, Malewezi occupe plusieurs poste de secrétaire permanent dans plusieurs ministères dont celui de l'Éducation et de la Santé. En 1989, il est nommé secrétaire du président et du cabinet, devenant conseiller du président de longue date Hastings Kamuzu Banda[réf. nécessaire].
En dehors de la politique, Malewezi occupe son temps en faisant des consultations privées vers la fin des années 1980 et au début des années 1990. Ses consultations reposaient sur le développement dans le domaine de l'Éducation et du secteur public pour les gouvernement de la Tanzanie, du Ghana et du Lesotho. Vers 1992, il se rallie à un groupe clandestin d'opposant au président Banda et regroupant Bakili Muluzi, Aleke Banda (en), Edward Bwanali (en), Finly Dumbo Lemani et le journaliste Brown Mpinganjira (en). Le groupe finira par devenir le Front démocratique uni (FDU) sous le contrôle de Bakili Muluzi et parvient à déloger le Parti du congrès du Malawi (PCM) de Banda, au pouvoir depuis 30 ans, lors de la première élection multipartites du pays en 1994. Malewezi devient alors vice-président de Muluzi. Malewezi décide de quitte le parti le 1er janvier 2004 en raison de la décision du président du parti d'avoir choisi Bingu wa Mutharika en tant que candidat présidentiel lors de l'élection présidentielle de 2004. Ils sont alors cinq à contester le choix de Mutharika[réf. nécessaire].
Malewezi se joint alors à l'opposition dans les rangs du People's Progressive Movement (en) dans lequel il devient vice-président. Il tente de se faire élire en tant que tête de liste de la Coalition Mgwirizano (en), composée de sept partis d'opposition à l'administration Muluzi et visant à le déloger lors de l'élection générale. La coalition choisi alors Gwanda Chakuamba, homme politique chevronné, pour représenter la coalition lors du scrutin présidentiel. Après sa défaite, Malewezi se présente comme candidat indépendant pour le scrutin avec la promesse de redresser l'économie et vantant son expérience et son intelligence durant la campagne. Il termine cinquième et dernier avec 2,04 % du vote.

### Mort
Malewezi décède en avril 2021 à l'âge de 77 ans,.